# Saguinus labiatus
Saguinus labiatus é uma espécie de calitriquíneo que vive na Amazônia brasileira e boliviana.